# یوجین آندره اودینه
یوجین آندره اودینه (انگلیسی: Eugène André Oudiné؛ ۱ ژانویهٔ ۱۸۱۰ – ۱۱ آوریل ۱۸۸۷) مجسمه‌ساز اهل فرانسه بود.
وی همچنین برندهٔ جوایزی همچون لژیون دونور (شوالیه) و جایزه بزرگ رم شده‌است.